# Carl-Erik Jöhnemark
Carl-Erik Jöhnemark, född 2 januari 1931 i Garpenbergs socken, är en svensk före detta friidrottare (110 m häck). Han tävlade för IFK Hedemora och vann SM på 110 meter häck år 1957.